# Luigi Fuin
Luigi Fuin dit Gégé (né le 22 février 1928 à Cologna Veneta en Vénétie et mort le 5 novembre 2009) est un joueur (qui jouait au poste de milieu de terrain) et entraîneur italien de football.

## Carrière
Milieu de terrain réputé très rugueux, Fuin dit Gegè a en tout disputé dix saisons de Serie A, dont deux avec l'US Palerme, sept avec la SS Lazio et une avec la Juventus (y disputant son premier match le 7 septembre 1958 lors d'un succès à l'extérieur 3-2 sur la Sampdoria), totalisant en tout 208 matchs et 3 buts en première division. 
Il a également joué 18 matchs et 3 buts en Serie B, tous sous le maillot de l'Hellas Vérone.

## Palmarès
Juventus
- Coupe d'Italie (1) :
  - Vainqueur : 1958-59.